# Itigi Mjini
Itigi Mjini ist ein Verwaltungsbezirk (englisch Ward) des Distrikts Itigi in der tansanischen Region Singida.

## Geografie
Itigi Mjini ist ein Bezirk im nördlichen Zentralteil von Tansania etwa 100 Kilometer Luftlinie südsüdwestlich der Regionshauptstadt Singida. Das Gebiet umfasst den südlichen Stadtteil von Itigi und seine Vororte. Bei der Volkszählung 2022 lebten 7157 Menschen in 1568 Haushalten auf einer Fläche von 58 Quadratkilometern.
Der Bezirk grenzt an fünf Bezirke des Distrikts Itigi:
|          | Tambukareli                                 | Itigi Majengo |
| Kitaraka | Kompassrose, die auf Nachbargemeinden zeigt | Sanjaranda    |
|          | Ipande                                      |               |

## Gliederung
Der Bezirk besteht aus zwei Gemeinden (swahili Mtaa) mit elf Orten (Kitongoji):
| Itigi Mjini - Msikitini - Shuleni - Utemini - Sokoni - Mlongojii | Mlowa - Mlowa A - Mlowa B - Furaha - Upendo - Ukombozi - Maendeleo |

## Infrastruktur
- Bildung: Im Bezirk gibt es zwei weiterführende Schulen.[8] Die Handu Secondary School und die Kimadoi Secondary School sind beides staatliche Tagesschulen mit einer Ausbildung bis zur 4. Stufe.[9][10]
- Gesundheit: Im Bezirk liegt das von der römisch-katholischen Kirche geführte Regionalkrankenhaus St. Gaspar Referral and Teaching Hospital.[11]